# ジョン・ラバーユ
ジョン・ラバーユ（John La Valle, M.B.A.）は米国NLP協会会長。

## 人物
神経言語プログラミング（NLP）共同創始者リチャード・バンドラー博士がトレーニングの最後に「私を除けば世界最高のNLPマスタートレーナー」と紹介する博士の右腕。2010年9月、初来日セミナーを大阪で実施。2014年10月のバンドラー初来日セミナーの際、二度目の来日を果たす。これらの来日が実現したのは、日本にNLPを紹介した米国NLP協会日韓統括ディレクターであるアンナ・スイルの尽力によるもので、2回の来日とも、ジョン・ラバーユの妻でありNLPマスター・トレーナーのキャサリン・ラバーユも同行。二人は共に米国NLP協会の運営を任される、バンドラー博士が最も信頼を寄せるパートナー。現在もリチャード・バンドラーと共にヨーロッパ、南米他、世界中でトレーニングを実施している。

## 略歴
米国NLP協会会長、米国NLP協会認定NLPマスタートレーナー。米国NLP協会認定DHE（デザイン・ヒューマン・エンジニアリング）マスタートレーナー。世界で最も尊敬を集める企業コンサルタント。米国フォーチュン100企業から高い評価を得ている。この分野におけるトレーニングと開発を25年以上にわたり行い、ビジネスの分野で活用してきた。

## 著書
- Persuasion Engineering (1996年 Meta Publicationsより出版、共著：リチャード・バンドラー／ジョン・ラバーユ)